# Bernhard Rakers
Bernhard Rakers (ur. 1905 w Sögel, zm. 10 sierpnia 1980 w Barmstedt) – zbrodniarz hitlerowski, jeden z funkcjonariuszy SS pełniących służbę w obozach koncentracyjnych i SS-Hauptscharführer.
W marcu 1933 wstąpił do NSDAP i SA. W lutym 1934 rozpoczął służbę w obozie Esterwegen. W tym samym roku stał się członkiem SS. W1936 Rakers został przeniesiony do obozu Sachsenhausen, gdzie był kierownikiem kuchni. W październiku 1942 przydzielono go do służby w kompleksie obozowym Auschwitz-Birkenau. Początkowo kierował jednym z komand więźniarskich w obozie głównym Auschwitz I.
Następnie w 1943 został skierowany do Monowic, gdzie był szefem komando Buna. Ze względu na swoją gorliwą służbę (był on prawdziwym postrachem więźniów) Rakers awansował na stanowisko oficera raportowego (Rapportführera) obozu Auschwitz III – Monowitz. Tu kierował selekcjami niezdolnych do pracy więźniów do komór gazowych w Birkenau, przeprowadzał egzekucje i stosował wobec więźniów okrutne kary. W grudniu 1944 Rakers został kierownikiem podobozu Auschwitz – Gleiwitz II. W styczniu 1945 kierował wraz z Otto Mollem ewakuacją tego podobozu do Sachsenhausen. Wreszcie w lutym 1945 Rakers został komendantem podobozu Buchenwaldu, którym była Fabryka Gustloffa koło Weimaru.
Po zakończeniu wojny przebywał w alianckich obozach jenieckich. W grudniu 1948 został skazany przez sąd w Bielefeld na 2 i pół roku więzienia za udział w SS jako organizacji przestępczej. Na poczet kary zaliczono mu jednak pobyt w niewoli alianckiej i Rakersa zwolniono od jej odbywania. Aresztowano go ponownie 24 lipca 1950 pod zarzutami zbrodni popełnionych w Esterwegen, Sachsenhausen, Auschwitz i Buchenwaldzie. Sąd w Osnabrück skazał Rakersa 10 lutego 1953 na dożywocie i dodatkowe 15 lat pozbawienia wolności między innymi za znęcanie się nad więźniami (nieraz ze skutkiem śmiertelnym), dokonywanie selekcji i przeprowadzanie egzekucji przez powieszenie.
Kolejny jego proces odbył się również przed sądem w Osnabrück w 1958, a Rakersowi postawiono zarzut zakatowania na śmierć francuskiego więźnia w Monowicach w 1944. Postępowanie zostało jednak zawieszone. Wreszcie trzeci proces Rakersa w Osnabrück odbył się w 1959. Za rozstrzeliwanie więźniów podczas ewakuacji Auschwitz skazany został on na kolejne 15 lat pozbawienia wolności. Karę odbywał w więzieniu w Celle. Zwolniono go 2 marca 1971, choć jeszcze przez lata sprawowano nad nim nadzór sądowy.